# Yonhy Lescano
Yonhy Lescano Ancieta (Puno, 15 de febrero de 1959) es un abogado y político peruano. Fue congresista de la república durante 4 periodos y candidato presidencial de Acción Popular en las elecciones generales del año 2021.

## Biografía
Yonhy Lescano nació en la ciudad de Puno, el 15 de febrero de 1959. Es hijo de Pablo Lescano Marín y de Teresa Ancieta Hurtado.
Recibió su primera educación en un núcleo educativo campesino, ubicado en Ccota, distrito de Platería. Posteriormente, se trasladó a la ciudad de Puno, donde prosiguió sus estudios en el Colegio Particular San Juan Bautista. Culminó su educación secundaria en la Gran Unidad Escolar San Carlos de Puno. 
Siguió estudios superiores, en la ciudad de Arequipa, ingresando a la Universidad Católica de Santa María. En esa casa de estudios obtuvo el título de abogado en 1982. En 1984 regresó a su tierra natal ejerciendo su carrera de forma independiente.
En 1985, viajó a Chile, donde obtuvo una maestría en Derecho Privado en la Escuela de Graduados de la Universidad de Chile. Conoció a Patricia Contador Durán, con quien tuvo tres hijos. Nuevamente de regreso a Puno, empezó a ejercer la docencia universitaria en la Facultad de Ciencias Jurídicas y Políticas de la Universidad Nacional del Altiplano, llegando a ser docente universitario de la casa de estudios. Fue también ponente de varios eventos académicos y autor de diversos trabajos de investigación jurídica en el campo del derecho privado.

## Carrera política
Lescano inició su carrera política en las elecciones generales del año 2000 como candidato al Congreso de la República por el partido Solidaridad Nacional de Luis Castañeda Lossio, sin embargo, no resultó elegido.

### Congresista de la República
Luego de la caída del gobierno del expresidente Alberto Fujimori y el gobierno de transición de Valentín Paniagua, Lescano decidió afiliarse al partido Acción Popular del histórico expresidente Fernando Belaúnde Terry y postuló nuevamente al Congreso de la República representando a su natal Puno en las elecciones del 2001 y finalmente fue elegido como congresista de la república, con 24,073 votos, para el periodo parlamentario 2001-2006.
Durante su primera gestión como congresista, ejerció la presidencia de la Comisión de Defensa del Consumidor y formó parte de diversas comisiones como la CERIAJUS.
Culminando su labor parlamentaria, Lescano postuló a la reelección como congresista por el Frente de Centro en las elecciones del año 2006 y logró tener éxito con 26,629 votos para el periodo 2006-2011.
Ejerció la presidencia de la Liga Parlamentaria de Amistad Perú-Indonesia. Formó parte de la lista de candidatos a la Mesa Directiva presidida por Rosa Florián de Unidad Nacional, sin embargo, perdieron ante la candidatura de Luis Alva Castro del Partido Aprista Peruano.

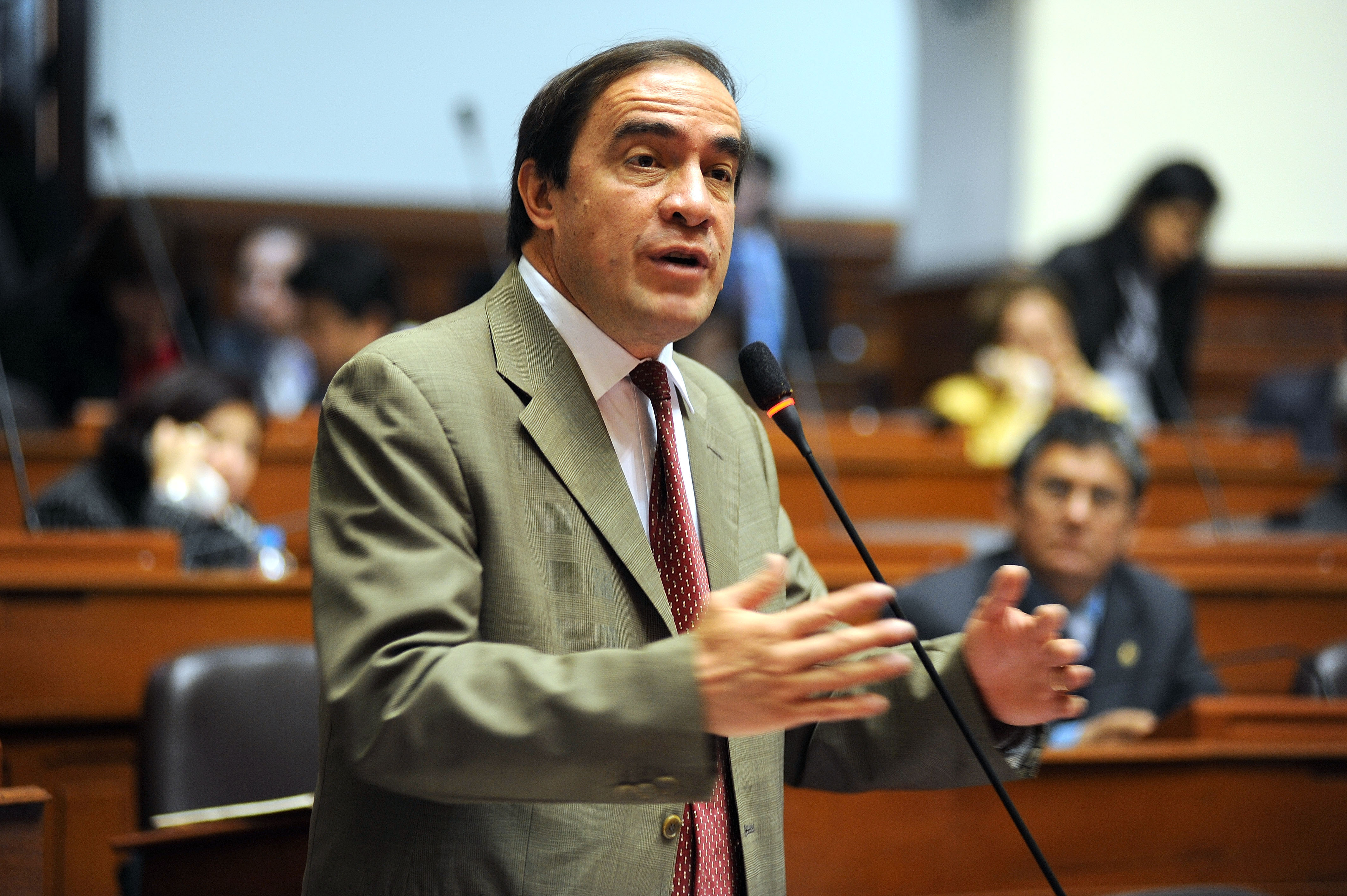
Lescano en un debate parlamentario en 2010.

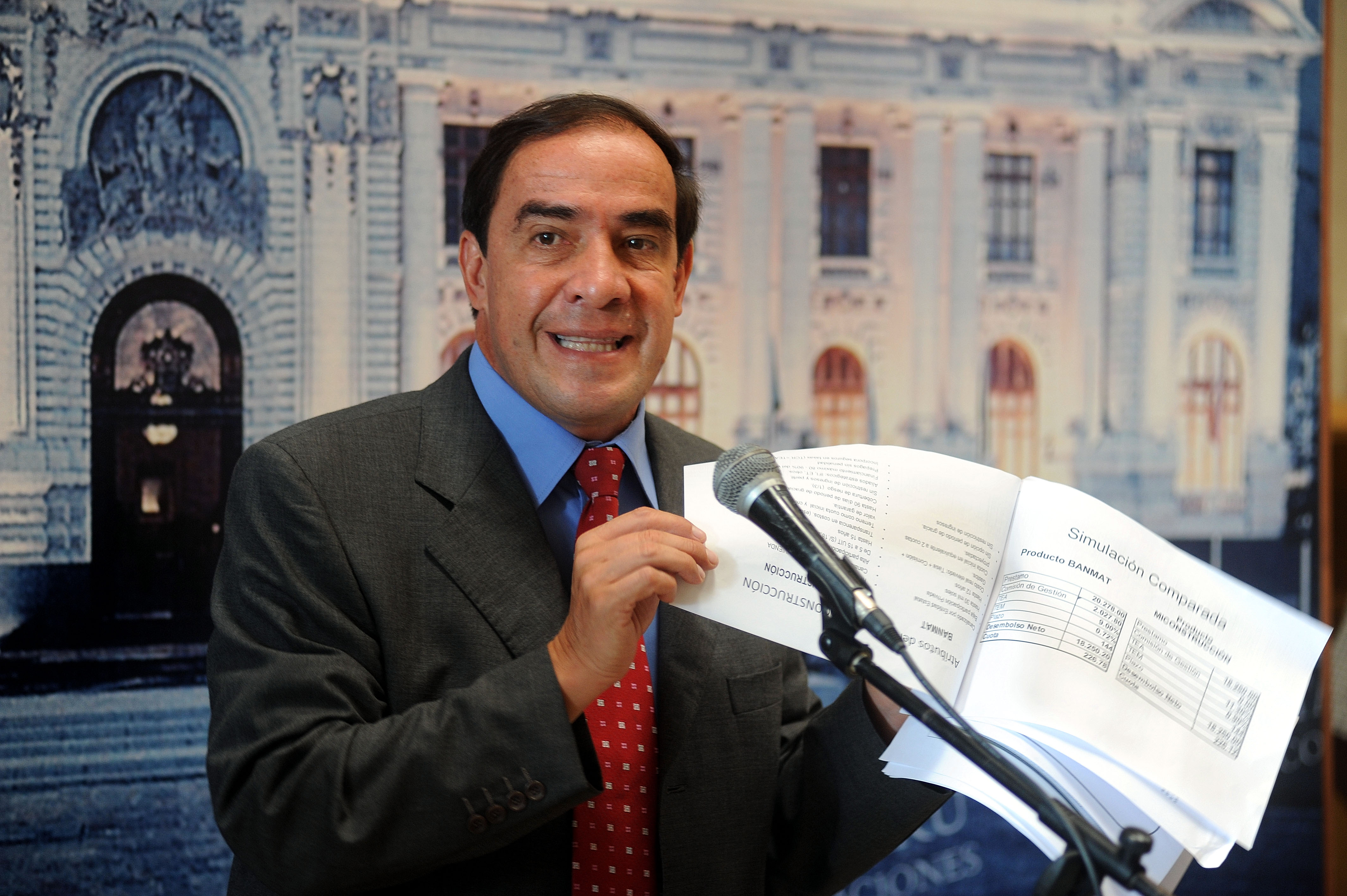
Lescano como congresista en 2012.

Para las elecciones generales del 2011, Acción Popular decidió formar parte de la Alianza Perú Posible liderada por Alejandro Toledo y Lescano postuló nuevamente al Congreso de la República, esta vez representando a Lima Metropolitana, y fue elegido con 44,604 votos para el periodo 2011-2016 y reelegido en las elecciones del 2016 por Acción Popular para el periodo 2016-2021.
Lescano se caracterizó por su fuerte oposición y crítica contra las bancadas del Fuerza Popular y el Partido Aprista Peruano.
En 2018, se mostró en desacuerdo con el informe final de la Comisión Lava Jato, presidida por Rosa Bartra (conocida por haber blindado políticamente a Alan García y no haberlo incluido en el documento), Lescano alegó que no se podía confiar en el informe, en cuanto los miembros de la mesa directiva de la comisión «eran juez y parte», integrantes del APRA y Fuerza Popular, cuyos líderes estaban investigados en el caso Lava Jato. En el mismo sentido, en 2019, criticó ampliamente a la bancada de Fuerza Popular por querer dinamitar al gobierno del expresidente Martín Vizcarra.
El 30 de septiembre del 2019, su cargo legislativo llega a su fin tras la disolución del Congreso de la República decretada por Martín Vizcarra. Lescano fue uno de los congresistas que estuvieron a favor de la disolución.

### Candidato presidencial
El 29 de noviembre de 2020, luego de vencer en las elecciones internas de su partido con el 63,67 % de los votos válidos de sus correligionarios. Lescano fue elegido candidato presidencial de Acción Popular rumbo a las elecciones generales del 2021.
El 21 de marzo, Lescano asistió, junto con otros cuatro candidatos, a un debate en vivo realizado por América Televisión y Canal N. En una de sus participaciones el candidato se enfrascó en una discusión con Verónika Mendoza, a quien dijo que la alianza política a la que pertenece, tiene en sus filas a Yehude Simon, acusado de corrupción. Mendoza le replicó que dicho personaje había sido separado del partido: «Nosotros sí separamos a los malos elementos, no como usted que no puede separar al señor Merino, usurpador y golpista, contra el cual se movilizaron los jóvenes en noviembre pasado». Según la encuesta en vivo realizada por América Televisión la noche del debate, el candidato Lescano quedó en tercer lugar con 21 %, superado por Mendoza (34 %) y Forsyth (22 %).
Durante su visita a Tacna, Lescano afirmó que pediría a Chile que devuelvan el monitor Huáscar si salía elegido presidente. Tras estas palabras, el alcalde chileno Henry Campos respondió diciendo que «El Huáscar de nuestras costas no se mueve».
Lescano obtuvo el 9.07 % de los votos válidos, obteniendo el quinto lugar, con lo cual no logró pasar a la segunda vuelta.

## Controversias

### Denuncia por acoso sexual
Luego de su denuncia contra el congresista aprista Mauricio Mulder, en marzo de 2019, Lescano fue denunciado por una periodista de un supuesto acoso sexual debido a unos chats de WhatsApp. En su defensa, Lescano presentó un peritaje internacional el cual indicaba que las imágenes utilizadas para la denuncia habían sido editadas de manera maliciosa con el programa Photoshop. No obstante, el 3 de abril, el pleno del Congreso lo suspendió por ciento veinte días conforme a la recomendación de la Comisión de Ética. Luego de la suspensión, Lescano afirmó que su sanción fue una venganza política por parte del «fujiaprismo», en referencia a la alianza de Fuerza Popular y el Partido Aprista Peruano.

### Polémica por su hermana
Su hermana Vasty fue condenada a dieciséis años de prisión tras ser acusada de pertenecer a la organización terrorista Sendero Luminoso. En el libro De puño y letra, autobiografía escrita por Abimael Guzmán, líder en prisión del grupo terrorista, aparece un agradecimiento a Lescano por sus «dignos servicios». Días después, Lescano declaró que este agradecimiento se debía a las diligencias que hizo a los penales de Lima. Cuando fue miembro de la Comisión de Justicia del Congreso y del Grupo de Trabajo de Visita a los Penales. En esa condición habló con decenas de internos, incluyendo a presos por terrorismo como Guzmán.

## Historial electoral

### Candidatura congresal
| Proceso electoral                  | Partido / Coalición | Partido / Coalición  | Circunscripción                          | Votos preferenciales | Resultado   | Refs.  |
| ---------------------------------- | ------------------- | -------------------- | ---------------------------------------- | -------------------- | ----------- | ------ |
| Elecciones parlamentarias del 2000 |                     | Solidaridad Nacional | Distrito único                           | 10 663               | No electo   | [ 36 ] |
| Elecciones parlamentarias del 2001 |                     | Acción Popular       | Distrito electoral de Puno               | 24 073               | Congresista | [ 37 ] |
| Elecciones parlamentarias del 2006 |                     | Frente de Centro     | Distrito electoral de Puno               | 26 629               | Congresista | [ 38 ] |
| Elecciones parlamentarias del 2011 |                     | Alianza Perú Posible | Distrito electoral de Lima Metropolitana | 44 604               | Congresista | [ 39 ] |
| Elecciones parlamentarias del 2016 |                     | Acción Popular       | Distrito electoral de Lima Metropolitana | 52 764               | Congresista | [ 40 ] |

### Candidatura presidencial
|  | 7.471 % |

|  | 9.101 % |